# Simulium chaliowae
Simulium chaliowae är en tvåvingeart som beskrevs av Takaoka och Kuvangkadilok 1999. Simulium chaliowae ingår i släktet Simulium och familjen knott.
Artens utbredningsområde är Thailand. Inga underarter finns listade i Catalogue of Life.